# Сироїжка синьо-зелена
Сироїжка синьо-зелена (Russula cyanoxantha (Schaeff.) Fr.) — гриб з родини сироїжкових — Russulaceae. Гриб класифіковано у 1863 році.

## Назва
Місцева назва — сироїжка синя, голубінка.

## Будова
Шапка 6-12(15) см у діаметрі, щільном'ясиста, напівкуляста, згодом опуклорозпростерта, часом у центрі увігнута, темнофіолетово-оливкова або зелена, синювато-фіолетово-оливкова, часом чисто-зелена (під буком), іноді в центрі жовтувато або жовтувато-червонувата, гладенька, радіально темноволокниста, клейкувата. Шкірка по краю знімається. Край тонкий, гладенький, з часом короткотрубчастий. Пластинки білі, пізніше жовтуваті. Спорова маса біла. Спори 7-10 Х 7-8 мкм. Ніжка 5-10 Х 1-3 см, біла, часом з лілуватим відтінком, щільна з камерами, згодом нещільна. М'якуш білий, солодкий, щільний, без особливого запаху.

## Поширення та середовище існування
В Україні поширена у Лісостепу та на Поліссі. Росте у листяних (дубових і букових) лісах; у серпні — жовтні. Їстівний гриб.

## Практичне використання
Сироїжка синьо–зелена — їстівний шапковий гриб, який належить до третьої категорії, його вживають свіжим, соленим, а також маринують.